# Дуель (фільм, 1961)
«Дуель» — радянський кольоровий художній фільм 1961 року режисера Тетяни Березанцевої, за однойменною повістю А. П. Чехова.

## Сюжет
За однойменною повістю А. П. Чехова. Замучений нікчемністю і нудьгою життя, чиновник Лаєвський (Олег Стриженов) жадає за всяку ціну розірвати порочне коло свого існування. Його моральний антипод, натураліст Фон Корен (Володимир Дружников), впевнений, що люди, подібні Лаєвському, гідні знищення. Але, всупереч бажанням і волі героїв, провидіння по-своєму розпоряджається їх долями…

## У ролях
| Актор               | Роль                         |
| ------------------- | ---------------------------- |
| Олег Стриженов      | Іван Андрійович Лаєвський    |
| Володимир Дружников | фон Корен                    |
| Людмила Шагалова    | Надія Федорівна              |
| Олександр Хвиля     | Олександр Давідич Самойленко |
| Леонід Кадров       | диякон Побєдов               |
| Георгій Георгіу     | Ілля Михайлович Кирилін      |
| Олена Кузьміна      | Марія Костянтинівна          |
| Леонід Пирогов      | Бітюгов                      |
| Юрій Леонідов       | Ачміанов                     |
| Віра Бурлакова      | Ольга                        |
| Павло Винник        | Єгор                         |
| Еммануїл Геллер     | Мустафа                      |
| Олександр Кузнецов  | офіцер                       |
| Валентин Кулик      | Гороховський                 |
| Семен Свашенко      | чиновник                     |
| Петро Соболевський  | лікар Устимович              |
| Інна Федорова       | прислуга Дар'я               |

## Знімальна група
- Режисери — Тетяна Березанцева, Лев Рудник
- Сценарист — Тетяна Березанцева
- Оператор — Антоніна Егіна
- Композитор — Володимир Юровський
- Художник — Володимир Камський